# Magura (meteorito)
El meteorito de Magura es un meteorito metálico encontrado en 1840 en los alrededores del río Orava (Imperio austrohúngaro, actualmente Eslovaquia).
Con 150 kg de peso, es el mayor meteorito encontrado en Eslovaquia, por delante del de Lenarto.

## Historia
En torno a 1840, mineros que trabajaban en los alrededores del río Orava en la región del Alto Tatra (Imperio austrohúngaro) encontraron numerosas masas erosionadas en la zona. El lugar del hallazgo parece haber sido las laderas cubiertas de bosques al pie de las montañas Magura, cerca del pueblo de Slanica, al este de Namestovo. Dicha localización se mantuvo en secreto durante cierto tiempo, por lo que cuando Haidinger (1844) pudo informar del hallazgo por primera vez, parece que unos 1600 kg ya habían sido fundidos en las forjas.
El peso total de los especímenes conservados se sitúa entre 150 y 200 kg, cifra estimada a partir de los datos de varias colecciones.
La inspección minuciosa de los especímenes preservados lleva a pensar que Magura fue una lluvia de numerosos fragmentos que iban desde menos de 1 kg a 42 kg, muy semejante a los restos del meteorito de Toluca.

## Composición
La mayoría de los especímenes son masas lenticulares, muy erosionadas y sin corteza de fusión. Sin embargo, las muestras más grandes están cubiertas por una corteza de óxido de 1-2 mm de espesor.
En el interior, la corrosión ha atacado selectivamente la camacita alrededor de la schreibersita y la rhabdita; también ha disuelto la camacita antes que la taenita en la plesita de grano fino. Las masas individuales son de dos tipos, unas pobres en cohenita y otras ricas en este mineral, al igual que sucede en el meteorito de Canyon Diablo. Ambas variedades, así como las intermedias, tienen en común una estructura de impacto.
El meteorito de Magura es localidad tipo tanto de la schreibersita como de la cohenita.
Los diversos análisis indican que, al igual que su estructura, los contenidos de níquel, fósforo y carbono varían significativamente. Así, el contenido de níquel varía desde 6,7% en las variedades sin cohenita hasta 7,2% en las que son ricas en este mineral. Por el contrario, cabe esperar que los contenidos de cobalto, galio e iridio sean más homogéneos.

## Clasificación
Este meteorito está catalogado como octaedrita gruesa, de mucho impacto, estrechamente relacionado con los meteoritos de Canyon Diablo, Smithville, Campo del Cielo, Sarepta y Seeläsgen.